# The Spotlight
Pour plus de détails, voir Fiche technique et Distribution.
The Spotlight est un film américain réalisé par Frank Tuttle, sorti en 1927.

## Fiche technique
- Titre : The Spotlight
- Réalisation : Frank Tuttle
- Scénario : Hope Loring, Herman J. Mankiewicz et Rita Weiman
- Photographie : Victor Milner
- Montage : Louis D. Lighton
- Société de production : Paramount Pictures
- Pays d'origine : États-Unis
- Format : Noir et blanc - 1,33:1 - Film muet
- Genre : comédie
- Durée : 50 minutes
- Date de sortie : 1927

## Distribution
- Esther Ralston : Lizzie Stokes / Olga Rostova
- Neil Hamilton : Norman Brooke
- Nicholas Soussanin : Daniel Hoffman
- Arlette Marchal : Maggie Courtney
- Arthur Housman : Ebbetts